# برندك
برندك (بالفارسية: پرندک) هي مدينة تقع في إيران في قسم. يقدر عدد سكانها بـ 6,184 نسمة .